# Procópio Ferreira
Procópio Ferreira, nome artístico de João Procópio Ferreira (Rio de Janeiro, 8 de julho de 1898 – Rio de Janeiro, 18 de junho de 1979), foi um ator, diretor de teatro e dramaturgo brasileiro. Alcunhado "glória da cultura brasileira", presente entre os grandes nomes do teatro brasileiro, é considerado o maior ator nacional do século XX. 
Procópio descobriu cedo o talento de envolver a plateia, atraindo grande público a seus espetáculos. Com 62 anos de carreira, ele interpretou mais de 500 personagens em mais de 450 peças.

## Biografia
Nascido no dia de São Procópio, era filho de Francisco Firmino Ferreira e de Maria de Jesus, ambos imigrantes portugueses, naturais da Ilha da Madeira. Ingressando na Escola Dramática do Rio de Janeiro, em meados de 1914, estreando profissionalmente em 22 de março de 1917, no Teatro Carlos Gomes. 
Sagrou-se por representar mais de 450 peças, de todos os gêneros, desde o teatro de revista até a tragédia grega. Em toda a História do Teatro Nacional foi o ator que maior número de peças nacionais interpretou e, que maior número de autores lançou.

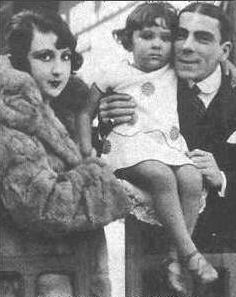
Procópio Ferreira junto com Aída Izquierdo e sua filha Bibi Ferreira.

Procópio atuava no circo-teatro, gênero que, se não foi criado no Brasil, aqui teve pleno desenvolvimento. Tratava-se de um circo que, além de números de acrobacias, malabarismo e palhaçadas, apresentava a adaptação de peças de teatro. Do circo-teatro passou às comédias. Dizia que o sucesso chegou quando ele parou de pensar com a sua própria cabeça para pensar com a cabeça do público.
Sua primeira peça foi "Amigo, Mulher e Marido", fazendo o papel de um criado. Seu maior sucesso teatral foi o espetáculo Deus lhe Pague, de Joracy Camargo, com o qual viajou o país inteiro e foi para o exterior. Participou de mais de quatrocentas peças e teve uma carreira de mais de 60 anos.
Lançou o teatro de frases, com tiradas e expressões cortantes para substituir a tradicional comédia de costumes. No cinema, começou com a produção portuguesa "O Trevo de Quatro Folhas" (1936). No Brasil, atuou em "Quem Matou Ana Bela" (1956) e no sucesso de crítica e público "O Comprador de Fazendas" (1951), baseado no conto de Monteiro Lobato.
Um homem que vivia intensas paixões, foi pai de seis filhos de diversos casamentos. De seu primeiro casamento com a artista espanhola Aida Izquierdo nasceu uma das mais importantes atrizes e diretoras brasileiras, Bibi Ferreira. Casou-se sucessivamente com outras atrizes, como Norma Geraldy e Hamilta Rodrigues. Da união com Hamilta Rodrigues nasceram Maria Maria, João Procópio Filho e Francisco de Assis Procópio Ferreira. De seu relacionamento com a atriz Lígia Monteiro nasceu a diretora e jornalista Lígia Ferreira. Do romance com a musicista Celecine Nunez nasceu a cantora Mara Sílvia (nome artístico de Mariazinha, como era chamada pelo pai). Também foi avô para Thina Ferreira (filha de Bibi), João Procópio Neto (filho de Mariazinha), Bianca Teixeira (filha de Lígia), Alice Ferreira (filha de Maria Maria) e Alessandra Ferreira (filha de Procópio Filho).
Faleceu aos 80 anos em 18 de junho de 1979, no Hospital de Clínicas Quarto Centenário, Rio de Janeiro, onde estava internado havia 21 dias, de parada cardíaca causada por pneumonia. Seu corpo foi velado no Teatro Municipal do Rio de Janeiro e sepultado no Cemitério São Francisco Xavier, na mesma cidade. O então prefeito Israel Klabin declarou um dia de luto.

## Filmografia

### Na Televisão

Procópio Ferreira em 1932. Arquivo Nacional.

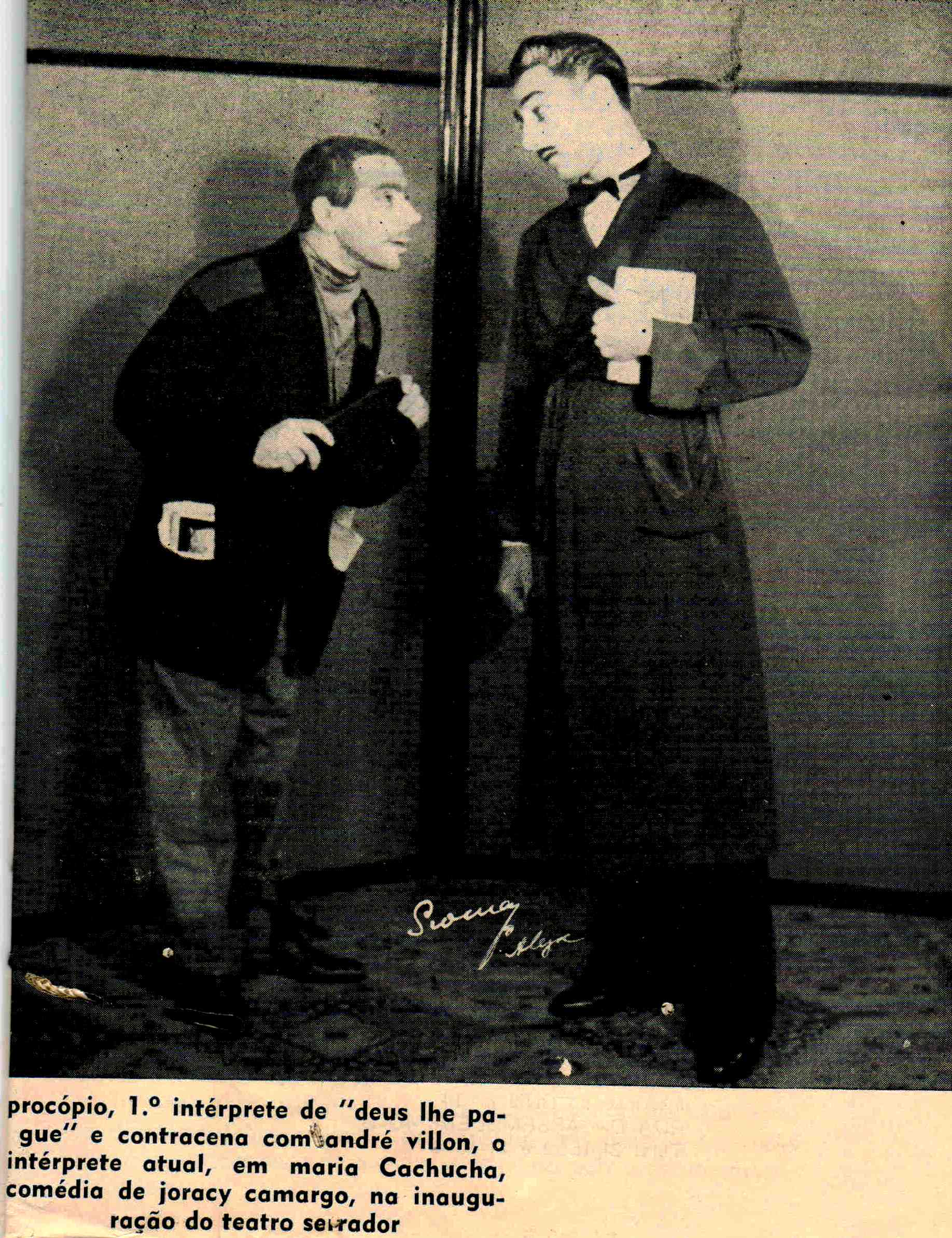
Procópio Ferreira contracena com André Villon, na peça Maria Cachucha, de Joracy Camargo

| Ano     | Título                 | Personagem         |
| ------- | ---------------------- | ------------------ |
| 1973    | Divinas & Maravilhosas | Horácio            |
| 1969    | Dez Vidas              |                    |
| 1966    | As Minas de Prata      | Provençal          |
| 1966    | Redenção               | Otávio             |
| 1965    | A Grande Viagem        | Pedro              |
| 1965    | O Caminho das Estrelas | Gabriel            |
| 1952-57 | Grande Teatro Tupi     | Vários Personagens |

### No cinema
| Ano  | Título                                        | Personagem       |
| ---- | --------------------------------------------- | ---------------- |
| 1917 | A Quadrilha do Esqueleto                      | —                |
| 1920 | Quem Boa Cama Fizer                           | —                |
| 1925 | Um Senhor de Posição                          | —                |
| 1929 | O Meu Nariz                                   | —                |
| 1931 | Coisas Nossas                                 | —                |
| 1936 | Cidade-Mulher                                 | —                |
| 1936 | O Trevo de Quatro Folhas                      | Juca             |
| 1938 | Tererê Não Resolve                            | Homem no baile   |
| 1940 | Pureza                                        | Cavalcanti       |
| 1944 | Berlim na Batucada                            | Zé Carioca       |
| 1951 | O Comprador de Fazendas                       | Moreira          |
| 1953 | O Homem dos Papagaios                         | Epaminondas      |
| 1954 | A Sogra                                       | Arquimedes       |
| 1956 | Quem Matou Anabela?                           | Comissário Ramos |
| 1960 | Titio Não É Sopa                              | Gregório         |
| 1965 | Crônica da Cidade Amada                       | Homem no bar     |
| 1971 | Como Ganhar na Loteria sem Perder a Esportiva | Coronel Felício  |
| 1971 | Em Família                                    | Afonsinho        |

## Teatro
Parcial
- 1916 - Amigo, Mulher e Marido
- 1917 - A Cabana do Tomás
- 1918 - Amor de Perdição
- 1918 - Fedora
- 1918 - Ré Misteriosa
- 1918 - Antígona
- 1918 - Labareda
- 1921 - Manhãs de Sol
- 1921 - Onde Canta o Sabiá
- 1922 - A Vida É Um Sonho
- 1922 - Levada da Breca
- 1922 - Ministro do Supremo
- 1922 - A Juriti
- 1923 - O Discípulo Amado
- 1923 - Eva, no Ministério
- 1923 - O Outro André
- 1923 - Zuzu
- 1924 - O Sobrinho do Homem
- 1924 - Tio Solteiro
- 1924 - Meu Bebê
- 1924 - O Parente Político
- 1925 - Cala a Boca Etelvina
- 1926 - O Homem das 5 Horas
- 1927 - O Maluco da Avenida
- 1931 - O Interventor
- 1931 - O Bobo do Rei
- 1931 - O Bombonzinho
- 1931 - O Vendedor de Ilusões
- 1931 - A Última Conquista
- 1931 - O Sol e a Lua
- 1931 - A Velha Guarda
- 1932 - Feitiço...
- 1932 - Segredo
- 1932 - Deus lhe Pague
- 1933 - Sansão
- 1933 - Fruto Proibido
- 1933 - Mulher
- 1933 - Palhaço
- 1933 - Topaze
- 1933 - A Filhinha do Papai
- 1935 - Casa ou Não Casa
- 1935 - Minha Irmã de Luxo
- 1935 - Frederico II
- 1936 - Cheque ao Portador
- 1936 - A Esperança da Família
- 1936 - Anastácio
- 1937 - Terra Bendita
- 1937 - Diógenes de Saias
- 1937 - Em Família
- 1939 - As Três Helenas
- 1939 - Carneiro do Batalhão
- 1940 - Maria Cachucha
- 1940 - O Avarento
- 1940 - O Badejo
- 1941 - La Locandiera
- 1941 - Tudo por Você
- 1941 - A Garota
- 1941 - O Genro de Muitas Sogras
- 1941 - Quebranto
- 1941 - O Médico à Força
- 1941 - Um Golpe Errado
- 1941 - O Inimigo das Mulheres
- 1942 - Pão Duro
- 1942 - Pé de Cabra
- 1943 - Gente Honesta
- 1943 - O Demônio Familiar
- 1944 - A Moreninha
- 1944 - A Pequena Catarina
- 1944 - Dr. Ninguém
- 1944 - Serão Homens Amanhã
- 1945 - O Diabo
- 1945 - As Guerras do Alecrim e da Manjerona
- 1945 - O Mentiroso
- 1946 - Minha Mulher É Ciumenta
- 1946 - Ciúme
- 1946 - Juízo Final
- 1946 - As Mãos
- 1946 - Mulata de Minha Terra
- 1947 - Lição de Felicidade
- 1947 - Divórcio
- 1948 - Lady Godiva
- 1948 - A Família e a Festa na Roça
- 1948 - O Grande Fantasma
- 1949 - As Mulheres Não Resistem
- 1950 - Dinheiro É Dinheiro
- 1950 - A Importância de Ser Ladrão
- 1951 - Mulher sem Rosto
- 1951 - Greve Geral
- 1951 - Morre um Gato na China
- 1951 - Esta Noite Choveu Prata
- 1953 - Também os Deuses Amam
- 1957 - A Arte de Ser Marido
- 1957 - A Raposa e as Uvas
- 1957 - Esta Noite Choveu Prata
- 1959 -  Briga em Família
- 1962 - Boa Noite Betina
- 1964 - Como Vencer na Vida Sem Fazer Força
- 1969 - O Avarento
- 1970 - Odorico, o Bem Amado
- 1973 - O Vendedor de Gargalhadas

## Livros
- Arte de Fazer Graça (1925)
- O ator Vasques - O Homem a Obra (1939)
- Como se Faz Rir e O que Penso quando Não Tenho em que Pensar (1967)
- Histórias e efemérides do Teatro Brasileiro (1979)

## Homenagens
- Cavaleiro da Ordem do Mérito
- Oficial da Ordem do Rio Branco
- Cavaleiro da Ordem Militar de Sant'Iago da Espada de Portugal (2 de setembro de 1930)[6]
- Comendador da Ordem do Infante D. Henrique de Portugal (21 de maio de 1970)[6]
- Bacharel Honoris Causa da Universidade de Coimbra
- Medalha de Ouro da Ordem do Trabalho da União Soviética
- Medalha de Ouro da Associação dos Críticos Teatrais do Rio de Janeiro
- Medalha de Ouro do Primeiro Congresso Folclórico (Salvador)
- Medalha de Prata da Associação dos Críticos Teatrais de São Paulo
- Medalha de Prata da Sociedade Zoófila de Lisboa
- Medalha de Ouro oferecida pelo povo, críticos e amadores de Campinas
- Medalha de Mérito da Cidade de Bagé
- Medalha do Clube Piratininga aos Heróis da Revolução de 32
- Medalha de Ouro do Botafogo Futebol Clube de Ribeirão Preto
- Medalha da Constituição
- Cidadão Benemérito da Cidade do Rio de Janeiro
- .Cidadão Paulistano
- Cidadão Porto-alegrense
- Cidadão Recifense
- Cidadão Florianopolitano
- Cidadão Sãojoanense
- Cidadão Iguaçuano
- Cidadão Riograndino
- Cidadão Pelotense
- Diploma de Mérito da Cidade de Belo Horizonte

### Sócio honorário
- Academia de Letras do Paraná;
- Academia de Letras de Campos (RJ);
- Academia de Letras da Universidade de São Paulo;
- Sócio Efetivo da Academia de Artes do Brasil;
- Sócio Efetivo da Academia de Letras e Artes de Nova Iguaçu;
- Centro da Colônia Portuguesa de Belo Horizonte;
- Comunidade Israelita de Recife;
- Clube Recreativo de Bagé;
- Escola Paulista de Medicina;
- Clube Bandeirante (Campinas, SP);
- Clube Potiguar (RN);
- Clube Fantoches (Salvador, BA);
- Clube Floresta (Belo Horizonte, MG);
- Sodalício Graça Aranha (Santa Maria, RS);
- Escola de Arte Apolônia Pinto (Jaboticabal, SP);
- Sindicato dos Jornalistas de São Paulo;
- Presidente de Honra da Escola Dramática do Rio Grande do Sul;
- Estudante Perpétuo da Faculdade de Direito de São Paulo;
- Conselheiro Perpetuo da Benemérito da Associação dos Críticos Teatrais de Recife.